# Горица Светојанска
Горица Светојанска (хрв. Gorica Svetojanska) је насељено место у саставу града Јастребарско, Загребачка жупанија, Хрватска.

## Историја
До територијалне реорганизације у Хрватској била је у саставу старе општине Јастребарско.

## Становништво
У попису становништва из 2011. године, Горица Светојанска је имала 116 становника.
| Број становника према пописима | Број становника према пописима | Број становника према пописима | Број становника према пописима | Број становника према пописима | Број становника према пописима | Број становника према пописима | Број становника према пописима | Број становника према пописима | Број становника према пописима | Број становника према пописима | Број становника према пописима | Број становника према пописима | Број становника према пописима | Број становника према пописима | Број становника према пописима |
| ------------------------------ | ------------------------------ | ------------------------------ | ------------------------------ | ------------------------------ | ------------------------------ | ------------------------------ | ------------------------------ | ------------------------------ | ------------------------------ | ------------------------------ | ------------------------------ | ------------------------------ | ------------------------------ | ------------------------------ | ------------------------------ |
| 1857                           | 1869                           | 1880                           | 1890                           | 1900                           | 1910                           | 1921                           | 1931                           | 1948                           | 1953                           | 1961                           | 1971                           | 1981                           | 1991                           | 2001                           | 2011                           |
| 166                            | 195                            | 163                            | 175                            | 199                            | 209                            | 165                            | 182                            | 177                            | 164                            | 187                            | 188                            | 163                            | 163                            | 137                            | 116                            |

Напомена: Исказивано под именом Горица од 1857. до 1900. године, Света Јана од 1910. до 1931. године и Горица Светојанска од 1948. године.